# Isle of Man TT 1959
Isle of Man TT 1959 je bila druga dirka motociklističnega prvenstva v sezoni 1959. Potekala je na dirkališču Isle of Man.

## Razred 500 cm³
| Poz | Dirkač         | Država              | Moštvo    | Hitrost   | Čas       | Točke |
| --- | -------------- | ------------------- | --------- | --------- | --------- | ----- |
| 1   | John Surtees   | Združeno kraljestvo | MV Agusta | 87.94 mph | 3:00.13.4 | 8     |
| 2   | Alistair King  | Združeno kraljestvo | Norton    | 85.50 mph | 3:05.21.0 | 6     |
| 3   | Bob Brown      | Avstralija          | Norton    | 83.00 mph | 3:10.56.4 | 4     |
| 4   | Derek T.Powell | Združeno kraljestvo | Matchless | 82.87 mph | 3:11.14.2 | 3     |
| 5   | Bob McIntyre   | Združeno kraljestvo | Norton    | 82.34 mph | 3:12.27.8 | 2     |
| 6   | Paddy Driver   | Južna Afrika        | Norton    | 81.34 mph | 3:14.55.4 | 1     |

## Razred 350 cm³
| Poz | Dirkač        | Država              | Moštvo    | Hitrost   | Čas       | Točke |
| --- | ------------- | ------------------- | --------- | --------- | --------- | ----- |
| 1   | John Surtees  | Združeno kraljestvo | MV Agusta | 95.38 mph | 2:46.08.0 | 8     |
| 2   | John Hartle   | Združeno kraljestvo | MV Agusta | 93.65 mph | 2:49.12.2 | 6     |
| 3   | Alistair King | Združeno kraljestvo | Norton    | 93.56 mph | 2:49.22.6 | 4     |
| 4   | Geoff Duke    | Združeno kraljestvo | Norton    | 93.10 mph | 2:50.12.4 | 3     |
| 5   | Bob Anderson  | Združeno kraljestvo | Norton    | 92.67 mph | 2:50.59.6 | 2     |
| 6   | Dave Chadwick | Združeno kraljestvo | Norton    | 92.51 mph | 2:51.17.6 | 1     |

## Razred 250 cm³
| Poz | Dirkač            | Država              | Moštvo    | Hitrost   | Čas       | Točke |
| --- | ----------------- | ------------------- | --------- | --------- | --------- | ----- |
| 1   | Tarquinio Provini | Italija             | MV Agusta | 77.77 mph | 1:23.15.8 | 8     |
| 2   | Carlo Ubbiali     | Italija             | MV Agusta | 77.76 mph | 1:23.16.2 | 6     |
| 3   | Dave Chadwick     | Združeno kraljestvo | MV Agusta | 74.52 mph | 1:26.52.4 | 4     |
| 4   | Tommy Robb        | Združeno kraljestvo | GMS       | 73.60 mph | 1:27.57.0 | 3     |
| 5   | Horst Kassner     | Nemčija             | NSU       | 72.18 mph | 1:29.43.0 | 2     |
| 6   | Rudi Thalhammer   | Nemčija             | NSU       | 72.07 mph | 1:29.49.6 | 1     |

## Razred 125 cm³
| Poz | Dirkač            | Država              | Moštvo    | Hitrost   | Čas       | Točke |
| --- | ----------------- | ------------------- | --------- | --------- | --------- | ----- |
| 1   | Tarquinio Provini | Italija             | MV Agusta | 74.06 mph | 1:27.52.2 | 8     |
| 2   | Luigi Taveri      | Švica               | MZ        | 73.95 mph | 1:27.32.6 | 6     |
| 3   | Mike Hailwood     | Združeno kraljestvo | Ducati    | 72.15 mph | 1:29.44.0 | 4     |
| 4   | H.Funger          | Nemčija             | MZ        | 71.91 mph | 1:30.11.6 | 3     |
| 5   | Carlo Ubbiali     | Italija             | MZ        | 71.20 mph | 1:30.56.6 | 2     |
| 6   | Naomi Taniguchi   | Japonska            | Honda     | 68.29 mph | 1:34.48.0 | 1     |